# Dinarthrum nigrescens
Dinarthrum nigrescens är en nattsländeart som beskrevs av Wolfram Mey och Jung 1989. Dinarthrum nigrescens ingår i släktet Dinarthrum och familjen kantrörsnattsländor. Inga underarter finns listade i Catalogue of Life.